# David Colijns
David Colijns (Rotterdam, ca. 1582 - Amsterdam, ca. 1666) est un peintre du Siècle d'or néerlandais.

## Biographie
David Colijns naît à Rotterdam vers 1582, fils de Chrispiaen Colijns et de Lijsken Engelbertsdr,.
Il est actif à Amsterdam de 1606 à 1664, où il se marie en 1613 avec Aeltjen Jacobsdr, avec qui il a un fils, Jacob Colijns (1614-1686), dessinateur. Il peint principalement des scènes de genre, d'histoire, de paysage ou d'architecture, et décore des intérieurs d'églises. Selon Arnold Houbraken, il peint aussi des allégories historiques tirées de la Bible, dans des compositions incluant de nombreuses figures, comme la récolte de la manne ou quand Moïse frappe un rocher pour faire jaillir de l'eau à son peuple assoiffé.
Il a plusieurs élèves dont Salomon Koninck, l'oncle de celui-ci, Jacob Koninck, et Theodosius Nyendorp. Il a collaboré avec Paul Vredeman de Vries, Govert Dircksz Camphuysen et Jan Andriesen Spangaert.
David Colijns serait mort vers 1666 à Amsterdam selon RKD ; selon le Thieme-Becker, il serait encore vivant en 1668, car son fils Jacob aurait peint un portrait de ses parents en 1668,.

## Conservation

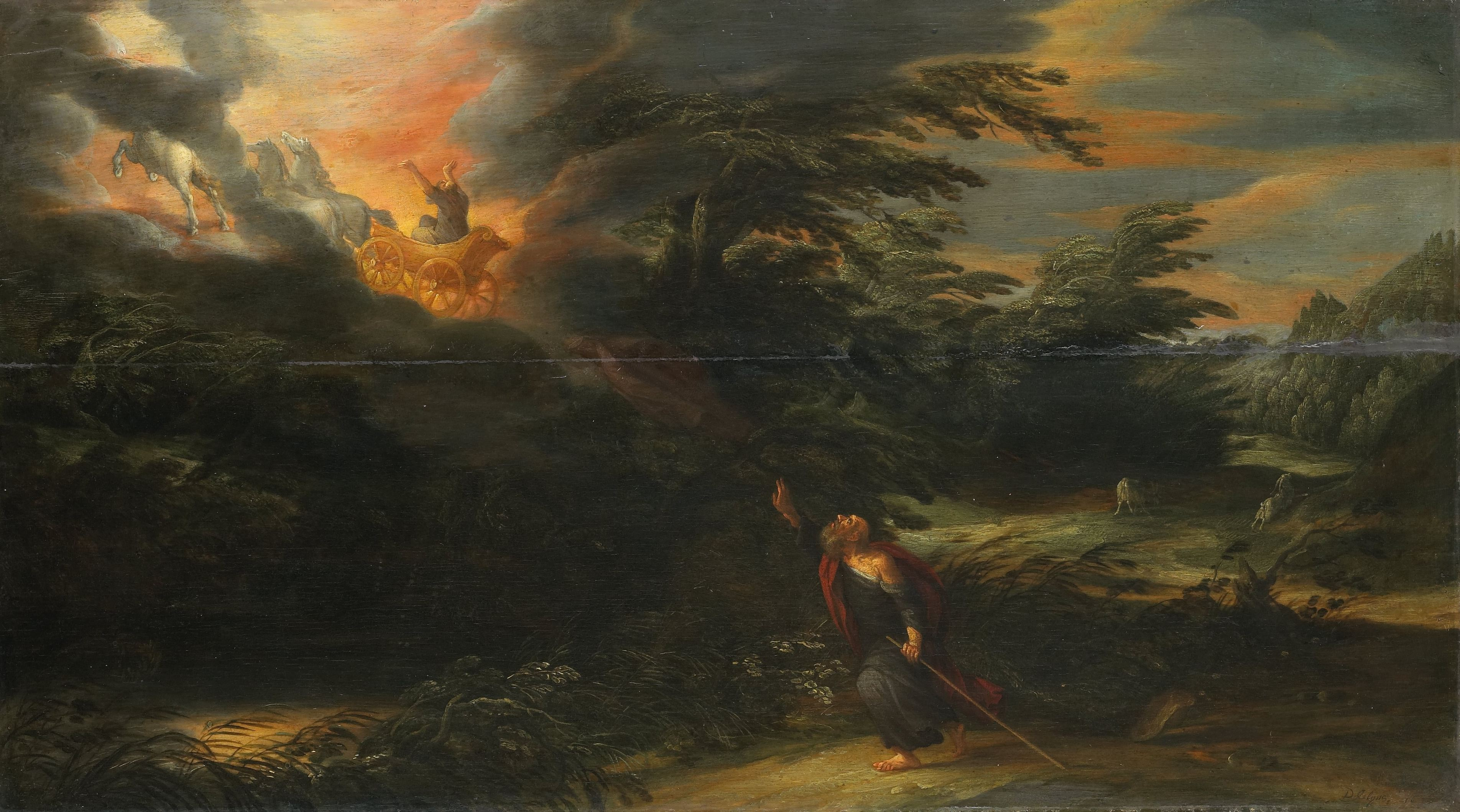
L'Ascension d'Élie (1627), Rijksmuseum Amsterdam).

Le Rijksmuseum Amsterdam conserve un tableau de lui, L'Ascension d'Élie, ainsi que le Walters Art Museum, qui possède Joseph jeté dans une fosse.
Le musée Bredius (La Haye), le musée du couvent Sainte-Catherine (Utrecht), la Vieille église d'Amsterdam et de nombreux collectionneurs privés conservent des tableaux ou des dessins de Colijns.